# Неореакционное движение
«Тёмное просвещение», или «неореакционное движение», также известное просто как «неореакция» и сокращенно названное «NRx» его сторонниками, — антидемократическое и реакционное движение. 
Неореакция в целом отвергает эгалитаризм и мнение о том, что история показывает неизбежное продвижение в сторону большей свободы и просвещения (таким образом, это отчасти реакция на «историю вигов»). Движение выступает за возвращение к старым социальным конструктам и формам правления, включая поддержку монархизма или других форм сильного, централизованного руководства, такого как «неокамерализм». Сторонники, как правило, также поддерживают социально-консервативные взгляды на такие вопросы, как гендерные роли, межрасовые отношения и миграция.
В 2013 году издание TechCrunch определяет «неореакционеров» как термин, применяемый для неформального «сообщества блогеров» (иногда для самоописания) политических теоретиков, которые активны начиная с 2000-х годов. Стив Зайлер и Ганс-Герман Хоппе описаны как «современные пионеры» движения; неореакционеры также подвержены влиянию таких философов, как Томас Карлейль и Юлиус Эвола.
Некоторые считают, что «Тёмное просвещение» является ранней школой мысли альтернативно-правых. Некоторые критики также назвали данное движение «неофашистским».

## Краткое изложение основных идей
Некоторые из идей для неореакционерского движения происходят от либертарианцев, таких как Питер Тиль, как указано в эссе Ника Лэнда «Тёмное просвещение»:

Одним из этапов стала дискуссия в апреле 2009 года, организованная в Cato Unbound среди либертарианских мыслителей (в их числе Патрик Фридман и Питер Тиль), в которых разочарование в направлении и возможностях демократической политики было выражено с необычной прямотой. Тиль кратко изложил эту тенденцию: «Я больше не верю, что свобода и демократия совместимы».
Лэнд также обращает внимание на такие темы, как:

Для убежденных неореакционеров демократия не просто обречена, но и является обречением сама по себе. Бегство от неё приближается к окончательному императиву. Подземный ток, который продвигает такую антиполитику, является узнаваемым гоббсовским последовательным «тёмным просвещением», изначально лишенным любого руссоистского энтузиазма для популярного выражения.

## Этимология
В 2007 и 2008 годах американский блогер Кёртис Ярвин, пишущий под псевдонимом Менциус Молдбаг, сформулировал то, что, возможно, превратилось в неореакционерское движение. Теории Ярвина стали темой английского писателя и философа Ника Лэнда, который впервые ввёл термин «Тёмное просвещение» в своём эссе с одноимённым названием. Термин «Тёмное просвещение» — игра слов для знаний, якобы полученных в эпоху Просвещения[стиль]. В соответствии со словами Лэнда, «где прогрессивное просвещение видит политические идеалы, тёмное просвещение видит желания» — тенденция суверенной власти (в демократических странах) в том, чтобы поглотить общество.
Ярвин впервые использовал термин «неореакция», как прилагательное в данном контексте. Он первоначально назвал свою идеологию «формализм», но Арнольд Клинг использовал термин «неореакционеры» в качестве существительного в июле 2010 года для описания Молдбага и его сторонников, и термин был быстро принят субкультурой.
Джордж Оруэлл также использовал термин «неореакция» в 1943 году, в колонке «As I Please» для Tribune.